# Carmen Arvale
Carmen Arvale (Carmen fratrum Arvalium – Pieśń Braci Polnych) – jeden z najstarszych zabytków literatury rzymskiej i języka łacińskiego. Pieśń, związana z obyczajowością wiejską, śpiewana była przez Bractwo Arwalskie (fratres Arvales) ku czci bogini Dea Dia w drugim dniu Ambarvaliów. Święto to odbywało się w maju, kiedy Arwalowie dokonywali rytualnego obchodu i oczyszczenia (lustrum) pól.
Tekst, przechowywany przez pokolenia, zachował się w oryginalnej formie – w trudnym do zrozumienia, archaicznym języku. Niezrozumiały był już dla kapłanów w okresie cesarstwa. Zachowany fragment pochodzi z inskrypcji z 218 n.e., stanowiącej protokoły Bractwa.
Pieśń rozpoczyna się trzykrotnym wezwaniem do Larów (w ówczesnej wymowie „Lasów”). W dalszej części następuje wezwanie do Marsa. Każde z pięciu wezwań tworzących pieśń powtarzano trzykrotnie, kończąc modlitwę pięciokrotnym powtórzeniem wykrzyknienia Triumpe! (w późniejszej fazie rozwoju języka Triumphe!).

## Tekst utworu
enos Lases iuvate – Lary, wspomóżcie nas!
enos Lases iuvate
enos Lases iuvate
neve lue rue Marmar sins incurrere in pleoris – Od głodu, moru, ognia, zachowajcie nas wszystkich!
neve lue rue Marmar sins incurrere in pleoris
neve lue rue Marmar sins incurrere in pleoris
satur fu, fere Mars, limen sali, sta berber – Syty bądź, srogi Marsie, wstrzymaj nas od głodu i klęski!
satur fu, fere Mars, limen sali, sta berber
satur fu, fere Mars, limen sali, sta berber
semunis alterni advocapit conctos – Wezwij nas, uczyń nas wszystkich twoimi sługami!
semunis alterni advocapit conctos
semunis alterni advocapit conctos
enos Marmor iuvato – Marsie wspomóż nas!
enos Marmor iuvato
enos Marmor iuvato
triumpe triumpe triumpe triumpe triumpe – Chwała! Chwała! Chwała! Chwała! Chwała!